# 塩田ダム
塩田ダム（しおだダム）は栃木県矢板市塩田を流れる那珂川の4次支流簗目川に建設された灌漑専用ダムである。

## 概要
簗目川の上流部は森林浴の森100選に選定されている栃木県民の森に近いが、流域面積が小さく、少雨期など河川の流量変動が大きい。
ダムの型式はロックフィルダムで、高さは26.1 m。灌漑を目的としており、少雨時の灌漑に威力を発揮している。管理は矢板市役所塩田ダム管理事務所によって行われている。